# قسم عمليات الاستقرار والأمن والانتقال وإعادة الإعمار
إن قسم عمليات الاستقرار والأمن والانتقال وإعادة الإعمار (SSTRO) هو المفهوم المذهبي لوزارة دفاع الولايات المتحدة. وهي العمليات العسكرية التي تهدف إلى إقامة بيئة آمنة ومأمونة وعمل مشترك مع الشركاء بين الوكالات وشركاء الائتلاف والمتعددي الجنسيات وشركاء الدولة المضيفة وذلك لدعم تأسيس نظام اجتماعي محلي جديد في البلدان التي تكون بها الحكومة الوطنية:
- ضعيفة
- فاسدة
- غير كفؤ
- ليست لها سلطة حاكمة

يمكن أن تتسبب الصدمة الواقعة في تفاقم الوضع الصعب بشكل خطير، مما يتسبب في معاناة واسعة الانتشار والشكوى الشعبية المتزايدة وغالبًا الاضطرابات المدنية، وهي الأمور التي يمكن أن تزداد حدتها بعدة عوامل مرتبطة هي: غياب الوظائف الأساسية للحكومة والانفلات الأمني الواسع النطاق والأداء الاقتصادي الضعيف والتفاوتات الاقتصادية الحادة وفي بعض الحالات التهديد الخارجي الخطير.
بمجرد ظهور أحد هذه الظروف الصعبة، يميل قادة عدم الاستقرار والصراع إلى تعزيز بعضهما البعض، مما يشكل دورة متدهورة تستمر فيها الظروف في التدهور وتزداد مشاعر عدم الشعور بالأمن وشكاوى السكان المحليين. ودون وجود قوة موازية لكسر هذه الحلقة المفرغة، يمكن لهذه التطورات في نهاية المطاف زعزعة استقرار النظم الاجتماعية والسياسية والاقتصادية المترابطة التي تشكل نسيج المجتمع.